# Ganggrab bei Kampen

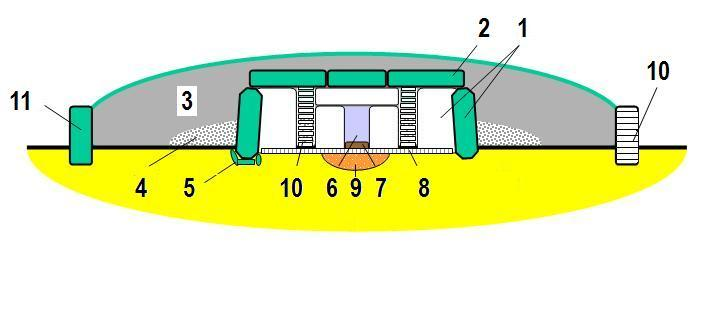
Schema Ganggrab (Querschnitt) 1=Trag-, 2= Deckstein, 3=Erdhügel, 4=Dichtung, 5=Verkeilsteine, 6=Zugang, 7= Schwellenstein. 8=Bodenplatten, 9=Unterbodendepots, 10=Zwischenmauerwerk 11=Randsteine

Das Ganggrab bei Kampen ist ein jungsteinzeitliches Hünengrab / Großsteingrab in der Gemeinde Kampen (Sylt) im Kreis Nordfriesland in Schleswig-Holstein. Im „Atlas der Megalithgräber Deutschlands“ von Ernst Sprockhoff wird das Ganggrab als Sprockhoff-Nr. „1“ geführt. Die Megalithanlage der Trichterbecherkultur (TBK) entstand zwischen 3500 und 2800 v. Chr. und wurde 1915 von R. Knorr wissenschaftlich untersucht. Das Ganggrab ist eine Bauform jungsteinzeitlicher Megalithanlagen, die aus einer Kammer und einem baulich abgesetzten, lateralen Gang besteht. Diese Form ist primär in Dänemark, Deutschland und Skandinavien, sowie vereinzelt in Frankreich und den Niederlanden zu finden.
Das kleine, ovale Ganggrab, das nur deshalb kein Polygonaldolmen ist, weil es zwei statt eines Decksteins besitzt, befindet sich am Rande des Dünengürtels, etwa 40 m westlich des Westerwegs. Erhalten sind alle sieben Tragsteine und zwei Decksteine der Kammer (einer ist durchgebrochen), sowie ein kurzer Gang. Der Gang in südwestliche Richtung bestand aus zwei Trägerpaaren, hier fehlt ein Tragstein und die Decksteine. Reste eines Hügels sind nicht erhalten.